# Ffdshow
ffdshow je audio a video dekodér a kodér používaný pro rychlé a vysoce kvalitní dekódování videa ve formátech MPEG-4 ASP (např. kódované kodeky DivX, Xvid nebo FFmpeg MPEG-4) a AVC (H.264). Dále podporuje mnoho dalších video a audio formátů. ffdshow je svobodný software dostupný pod licencí GPL, který je nativní pod platformou Windows, a je implementován jako dekódovací filtr DirectShow.